# نمط الشخصية
نمط الشخصية يعرف بميول الفرد المتسقة نسبياً والتفضيلات عبر السياقات أو الظروف.
إذا أمكن تعريف الشخصية على أنها مجموعة دينامية ومنظمة لسمات الفرد وأنماط السلوك. «الشخصية تتضمن المواقف (أو الاتجاهات) وأنماط التفكير والمشاعر والنبضات والمساعي والأفعال والردود على الفرص والتوتر (أو الكرب) الناتج من التفاعل اليومي مع الآخرين». فإن نمط الشخصية واضح «عندما يتم التعبير عن عناصر الشخصية هذه بشكل مزيج مميز متكرر وحيوي (ديناميكي)».
وفقا لجون أولدهام ولویس موریس: «نمط شخصيتك الخاص بك هو مبدأ تنظيمك. إنه يدفعك على مسار حياتك. إنه يمثل الترتيب المنظم لكل الخصال والأفكار والمشاعر والمواقف (الاتجاهات) والسلوكيات وآليات التكيف الخاصة بك. إنه النموذج المميز لفعالياتك النفسية- طريقة التفكير والشعور والتصرف- الذي يجعلك بالتأكيد أنت ولا أحد آخر».
أصل نمط الشخصية هو في نوع من المزيج من الوراثة الجينية والتأثير البيئي. إن مفهوم نمط الشخصية أوسع من بل ويتضمن مفاهيم «سمة الشخصية» و«نوع الشخصية» و«المزاج أو الطبع».
عادة، يمكن تمثيل نمط الشخصية بشكل أبعاد، كما هو الحال مع عناصر الشخصية الخمسة الكبرى، أو على شكل تصنيف نوع، كما هو الحال مع رموز هولاند.
«ينبغي تمييز أنماط الشخصية كتقريبيات مهيكلة مصنوعة من التجربة الإنسانية»، وينبغي أن تصطف على سلسلة متصلة بدلا من أن تكون مجسمة أو مجملة. وينبغي توخي الحذر من تفكيك استخدامات نمط الشخصية في صالح الانعكاسية عند استخدام وإساءة استخدام مثل هذه العلامات.